# Neoherminia
Neoherminia é um gênero de traça pertencente à família Arctiidae.